# Mark Doty
Mark Doty (Maryville, 10 de Agosto de 1953 é um poeta americano. Estudou na  Drake University em Des Moines, Iowa e especializou-se em escrita criativa no Goddard College em Vermont. Em 1989, o seu parceiro Wally Roberts teve um teste positivo de SIDA, o que modificou radicalmente a escrita de Doty. A morte de Robert, em 1994, esteve na base da sua obra Atlantis. Em 1995 Doty ganhou o prémio de poesia T. S. Eliot, tornando-se o primeiro poeta americano a consegui-lo. Vive em Nova Iorque e Houston, Texas e é professor de escrita criativa na Universidade de Houston.